# Final da Copa Sul-Americana de 2016
A Final da Copa Sul-Americana de 2016 seria a 15ª final desta competição, que é organizada anualmente pela Confederação Sul-Americana de Futebol. Seria disputada entre Chapecoense, do Brasil, e Atlético Nacional, da Colômbia, mas devido à tragédia com o voo da Chapecoense, ela foi cancelada.
A partida de ida estava agendada para dia 30 de novembro no Estádio Atanasio Girardot, em Medellín. O segundo jogo seria realizado dia 7 de dezembro no Couto Pereira, em Curitiba. Isso porque a Arena Condá, onde a Chapecoense manda seus jogos possui capacidade para cerca de 19 mil torcedores, menos da metade exigidos pelas normas da CONMEBOL para os jogos das finais, que é de 40 mil espectadores.
A Chapecoense foi declarada campeã após o Atlético Nacional enviar um pedido à CONMEBOL para que se reconhecesse o clube brasileiro como tal, como forma de homenagem às vítimas e à equipe brasileira. Por conta disso, a CONMEBOL condecorou o clube colombiano com o prêmio "Centenário Conmebol ao Fair Play" e o governo brasileiro com a Medalha da Cruz do Mérito Esportivo. O Atlético Nacional também foi condecorado com um Prêmio Fair Play da FIFA.
Por ter conquistado a Copa Sul-Americana, a Chapecoense classificou-se automaticamente para a Copa Libertadores da América de 2017, a Recopa Sul-Americana de 2017 e a Copa Suruga Bank de 2017.

## Acidente aéreo com a Chapecoense
Na noite do dia 28 de novembro de 2016 ocorreu um grave acidente com a aeronave RJ85 próximo a Medellín. No avião, encontrava-se toda a comissão técnica e os jogadores da Chapecoense, além de jornalistas que fariam a cobertura do primeiro jogo da final, totalizando 68 passageiros e nove tripulantes. O acidente ocorreu exatamente às 21h58 no horário local, no município de La Unión, mas o destino final era Medellín onde seria realizada a final da Copa Sul-Americana, entre a Chapecoense e Atlético Nacional local.
Como consequência da tragédia aérea, o Atlético Nacional enviou um pedido à Confederação Sul-Americana de Futebol para que se reconhecesse a Chapecoense como campeã como forma de homenagem às vítimas e à equipe brasileira.
A solicitação foi acatada após reunião da entidade sul-americana em 5 de dezembro de 2016.

## Caminhos até à final
| Chapecoense                       | Chapecoense                       | Chapecoense                       | Fase                       | Atlético Nacional   | Atlético Nacional | Atlético Nacional |
| --------------------------------- | --------------------------------- | --------------------------------- | -------------------------- | ------------------- | ----------------- | ----------------- |
| Oponente                          | Agregado                          | Jogos                             | Copa Sul-Americana de 2016 | Oponente            | Agregado          | Jogos             |
| Disputou a partir da segunda fase | Disputou a partir da segunda fase | Disputou a partir da segunda fase | Primeira fase              | Deportivo Municipal | 6–0               | 1–0 (F); 5–0 (C)  |
| Cuiabá                            | 3–2                               | 0–1 (F); 3–1 (C)                  | Segunda fase               | Bolívar             | 2–1               | 1–1 (F); 1–0 (C)  |
| Independiente                     | 0–0 (5–4 pen.)                    | 0–0 (F); 0–0 (C)                  | Oitavas de final           | Sol de América      | 3–1               | 1–1 (F); 2–0 (C)  |
| Junior de Barranquilla            | 3–1                               | 0–1 (F); 3–0 (C)                  | Quartas de final           | Coritiba            | 4–2               | 1–1 (F); 3–1 (C)  |
| San Lorenzo                       | 1–1 (g.f.)                        | 1–1 (F); 0–0 (C)                  | Semifinais                 | Cerro Porteño       | 1–1 (g.f.)        | 1–1 (F); 0–0 (C)  |

Legenda: (C) casa; (F) fora

## Detalhes

### Suspensão
A primeira etapa da final da Copa Sul-Americana, marcada para 30 de novembro, foi suspensa. Neste mesmo dia, milhares de pessoas compareceram ao Estádio Atanasio Girardot (que seria o palco do primeiro jogo) assim como na Arena Condá para prestar homenagens às vítimas do desastre aéreo. No horário que seria disputada a primeira partida, o canal Fox Sports, do Brasil, entrou em silêncio no período que estava reservado para a transmissão do jogo. A tela ficou toda preta em sinal de luto, com a hashtag #90minutosdesilencio e um cronômetro para marcar o tempo que a cobertura da partida duraria.
Da mesma forma que no dia da partida de ida, no dia 7 de dezembro milhares de torcedores lotaram o Couto Pereira, onde deveria ter sido realizado a segunda partida da decisão, para homenagear a Chapecoense.

### Jogo de ida
| Cancelado | Atlético Nacional | – | Chapecoense | Estádio Atanasio Girardot, Medellín |
|           |                   |   |             |                                     |

### Jogo de volta
| Cancelado | Chapecoense | – | Atlético Nacional | Estádio Couto Pereira, Curitiba |
|           |             |   |                   |                                 |